# 美合村 (香川県)
美合村（みあいむら）は、香川県綾歌郡にあった村。

## 歴史
- 1890年2月15日 - 町村制施行に伴い、阿野郡川東村（かわひがしむら）、鵜足郡中通村（なかとうむら）、勝浦村（かつうらむら）が合併し、美合村が発足。
- 1899年4月1日 - 鵜足郡が阿野郡と合併し、綾歌郡となる。
- 1956年9月29日 - 造田村と新設合併し、琴南村が発足。同日付で美合村を廃止。